# Danh sách tiểu hành tinh: 28501–28600
| Tên                | Tên đầu tiên | Ngày phát hiện          | Nơi phát hiện | Người phát hiện |
| ------------------ | ------------ | ----------------------- | ------------- | --------------- |
| 28501 -            | 2000 CO79    | ngày 8 tháng 2 năm 2000 | Kitt Peak     | Spacewatch      |
| 28502 -            | 2000 CV79    | ngày 8 tháng 2 năm 2000 | Kitt Peak     | Spacewatch      |
| 28503 Angelazhang  | 2000 CZ82    | ngày 4 tháng 2 năm 2000 | Socorro       | LINEAR          |
| 28504 Rebeccafaye  | 2000 CD83    | ngày 4 tháng 2 năm 2000 | Socorro       | LINEAR          |
| 28505 Sagarrambhia | 2000 CP83    | ngày 4 tháng 2 năm 2000 | Socorro       | LINEAR          |
| 28506 -            | 2000 CR83    | ngày 4 tháng 2 năm 2000 | Socorro       | LINEAR          |
| 28507 -            | 2000 CD87    | ngày 4 tháng 2 năm 2000 | Socorro       | LINEAR          |
| 28508 Kishore      | 2000 CD89    | ngày 4 tháng 2 năm 2000 | Socorro       | LINEAR          |
| 28509 Feddersen    | 2000 CB92    | ngày 6 tháng 2 năm 2000 | Socorro       | LINEAR          |
| 28510 -            | 2000 CC95    | ngày 8 tháng 2 năm 2000 | Socorro       | LINEAR          |
| 28511 Marggraff    | 2000 CW102   | ngày 2 tháng 2 năm 2000 | Socorro       | LINEAR          |
| 28512 Tanyuan      | 2000 CG103   | ngày 6 tháng 2 năm 2000 | Socorro       | LINEAR          |
| 28513 Guo          | 2000 CM126   | ngày 5 tháng 2 năm 2000 | Kitt Peak     | M. W. Buie      |